# NGC 5018
NGC 5018 is een elliptisch sterrenstelsel in het sterrenbeeld Maagd. Het hemelobject werd op 8 april 1788 ontdekt door de Duitse astronoom William Herschel.

## Synoniemen
- NGC 5018
- ESO 576-10
- MCG -3-34-17
- UGCA 335
- IRAS13103-1915
- PGC 45908